# Eerste divisie 1975/76 (nacompetitie)/Wedstrijden
Het Nederlandse Eerste divisie voetbal uit het seizoen 1975/76 kende aan het einde van de reguliere competitie een nacompetitie. De vier periodekampioenen streden om promotie naar de Eredivisie.
Winnaar van deze vierde editie werd FC VVV.

## Speelronde 1
|                   |                                                             |       |            |                                                                                      |
| 30 mei 1976 18:30 | Vitesse                                                     | 3 – 0 | Fortuna SC | Stadion: Nieuw-Monnikenhuize, Arnhem Toeschouwers: 7.500 Scheidsrechter: Frans Derks |
| 30 mei 1976 18:30 | Henk Bosveld 49' Piet van Kerkhof 85' Herman Veenendaal 89' |       |            | Stadion: Nieuw-Monnikenhuize, Arnhem Toeschouwers: 7.500 Scheidsrechter: Frans Derks |
| 30 mei 1976 18:30 |                                                             |       |            | Stadion: Nieuw-Monnikenhuize, Arnhem Toeschouwers: 7.500 Scheidsrechter: Frans Derks |
| 30 mei 1976 18:30 |                                                             |       |            | Stadion: Nieuw-Monnikenhuize, Arnhem Toeschouwers: 7.500 Scheidsrechter: Frans Derks |
|                   |                                                             |       |            |                                                                                      |

|                   |                                                     |       |            |                                                                                |
| 30 mei 1976 18:30 | FC VVV                                              | 2 – 0 | Wageningen | Stadion: De Koel, Venlo Toeschouwers: 13.500 Scheidsrechter: Ben Hoppenbrouwer |
| 30 mei 1976 18:30 | Stefan Kurcinac 53' (pen.) Marty van de Tillaar 75' |       |            | Stadion: De Koel, Venlo Toeschouwers: 13.500 Scheidsrechter: Ben Hoppenbrouwer |
| 30 mei 1976 18:30 |                                                     |       |            | Stadion: De Koel, Venlo Toeschouwers: 13.500 Scheidsrechter: Ben Hoppenbrouwer |
| 30 mei 1976 18:30 |                                                     |       |            | Stadion: De Koel, Venlo Toeschouwers: 13.500 Scheidsrechter: Ben Hoppenbrouwer |
|                   |                                                     |       |            |                                                                                |

## Speelronde 2
|                   |                        |       |        |                                                                                      |
| 2 juni 1976 18:30 | Fortuna SC             | 2 – 0 | FC VVV | Stadion: De Baandert, Sittard Toeschouwers: 14.000 Scheidsrechter: Gerrit Berrevoets |
| 2 juni 1976 18:30 | Peter Prauser 34', 61' |       |        | Stadion: De Baandert, Sittard Toeschouwers: 14.000 Scheidsrechter: Gerrit Berrevoets |
| 2 juni 1976 18:30 |                        |       |        | Stadion: De Baandert, Sittard Toeschouwers: 14.000 Scheidsrechter: Gerrit Berrevoets |
| 2 juni 1976 18:30 |                        |       |        | Stadion: De Baandert, Sittard Toeschouwers: 14.000 Scheidsrechter: Gerrit Berrevoets |
|                   |                        |       |        |                                                                                      |

|                   |                                               |       |                                    |                                                                                                |
| 2 juni 1976 18:30 | Wageningen                                    | 2 – 2 | Vitesse                            | Stadion: De Wageningse Berg, Wageningen Toeschouwers: 12.500 Scheidsrechter: Leo van der Kroft |
| 2 juni 1976 18:30 | Richard Budding 23' Eugène van Vijfeijken 60' |       | 43' Boško Bursać 79' Dick Mulderij | Stadion: De Wageningse Berg, Wageningen Toeschouwers: 12.500 Scheidsrechter: Leo van der Kroft |
| 2 juni 1976 18:30 |                                               |       |                                    | Stadion: De Wageningse Berg, Wageningen Toeschouwers: 12.500 Scheidsrechter: Leo van der Kroft |
| 2 juni 1976 18:30 |                                               |       |                                    | Stadion: De Wageningse Berg, Wageningen Toeschouwers: 12.500 Scheidsrechter: Leo van der Kroft |
|                   |                                               |       |                                    |                                                                                                |

## Speelronde 3
|                   |                                                                  |       |                 |                                                                                 |
| 5 juni 1976 18:30 | Fortuna SC                                                       | 3 – 1 | Wageningen      | Stadion: De Baandert, Sittard Toeschouwers: 8.000 Scheidsrechter: Siem Wellinga |
| 5 juni 1976 18:30 | Jan van Osenbruggen 64' (e.d.) Hans Erkens 67' Peter Prauser 89' |       | 45' Jos Peeters | Stadion: De Baandert, Sittard Toeschouwers: 8.000 Scheidsrechter: Siem Wellinga |
| 5 juni 1976 18:30 |                                                                  |       |                 | Stadion: De Baandert, Sittard Toeschouwers: 8.000 Scheidsrechter: Siem Wellinga |
| 5 juni 1976 18:30 |                                                                  |       |                 | Stadion: De Baandert, Sittard Toeschouwers: 8.000 Scheidsrechter: Siem Wellinga |
|                   |                                                                  |       |                 |                                                                                 |

|                   |         |       |        |                                                                                         |
| 5 juni 1976 18:30 | Vitesse | 0 – 0 | FC VVV | Stadion: Nieuw-Monnikenhuize, Arnhem Toeschouwers: 13.000 Scheidsrechter: Cees de Bruin |
| 5 juni 1976 18:30 |         |       |        | Stadion: Nieuw-Monnikenhuize, Arnhem Toeschouwers: 13.000 Scheidsrechter: Cees de Bruin |
| 5 juni 1976 18:30 |         |       |        | Stadion: Nieuw-Monnikenhuize, Arnhem Toeschouwers: 13.000 Scheidsrechter: Cees de Bruin |
| 5 juni 1976 18:30 |         |       |        | Stadion: Nieuw-Monnikenhuize, Arnhem Toeschouwers: 13.000 Scheidsrechter: Cees de Bruin |
|                   |         |       |        |                                                                                         |

## Speelronde 4
|                   |                                          |       |         |                                                                             |
| 7 juni 1976 18:30 | FC VVV                                   | 2 – 0 | Vitesse | Stadion: De Koel, Venlo Toeschouwers: 14.500 Scheidsrechter: Charles Corver |
| 7 juni 1976 18:30 | Ger van Rosmalen 52' Mikan Jovanović 87' |       |         | Stadion: De Koel, Venlo Toeschouwers: 14.500 Scheidsrechter: Charles Corver |
| 7 juni 1976 18:30 |                                          |       |         | Stadion: De Koel, Venlo Toeschouwers: 14.500 Scheidsrechter: Charles Corver |
| 7 juni 1976 18:30 |                                          |       |         | Stadion: De Koel, Venlo Toeschouwers: 14.500 Scheidsrechter: Charles Corver |
|                   |                                          |       |         |                                                                             |

|                   |                                                                   |       |                                              |                                                                                        |
| 7 juni 1976 18:30 | Wageningen                                                        | 3 – 3 | Fortuna SC                                   | Stadion: De Wageningse Berg, Wageningen Toeschouwers: 6.000 Scheidsrechter: Jan Keizer |
| 7 juni 1976 18:30 | Richard Budding 8' Arno Wellerdieck 40' Eugène van Vijfeijken 60' |       | 10', 90' (pen.) Peter Prauser 72' Wim Bohnen | Stadion: De Wageningse Berg, Wageningen Toeschouwers: 6.000 Scheidsrechter: Jan Keizer |
| 7 juni 1976 18:30 |                                                                   |       |                                              | Stadion: De Wageningse Berg, Wageningen Toeschouwers: 6.000 Scheidsrechter: Jan Keizer |
| 7 juni 1976 18:30 |                                                                   |       |                                              | Stadion: De Wageningse Berg, Wageningen Toeschouwers: 6.000 Scheidsrechter: Jan Keizer |
|                   |                                                                   |       |                                              |                                                                                        |

## Speelronde 5
|                    |                                          |       |            |                                                                                          |
| 10 juni 1976 18:30 | Vitesse                                  | 2 – 0 | Wageningen | Stadion: Nieuw-Monnikenhuize, Arnhem Toeschouwers: 5.500 Scheidsrechter: Henk van Dijken |
| 10 juni 1976 18:30 | Henk Bosveld 34' (pen.) Boško Bursać 83' |       |            | Stadion: Nieuw-Monnikenhuize, Arnhem Toeschouwers: 5.500 Scheidsrechter: Henk van Dijken |
| 10 juni 1976 18:30 |                                          |       |            | Stadion: Nieuw-Monnikenhuize, Arnhem Toeschouwers: 5.500 Scheidsrechter: Henk van Dijken |
| 10 juni 1976 18:30 |                                          |       |            | Stadion: Nieuw-Monnikenhuize, Arnhem Toeschouwers: 5.500 Scheidsrechter: Henk van Dijken |
|                    |                                          |       |            |                                                                                          |

|                    |                                     |       |                  |                                                                           |
| 10 juni 1976 18:30 | FC VVV                              | 2 – 1 | Fortuna SC       | Stadion: De Koel, Venlo Toeschouwers: 17.500 Scheidsrechter: Henk Weerink |
| 10 juni 1976 18:30 | Stefan Kurcinac 12' Jan Verbong 71' |       | 79' Joop Titaley | Stadion: De Koel, Venlo Toeschouwers: 17.500 Scheidsrechter: Henk Weerink |
| 10 juni 1976 18:30 |                                     |       |                  | Stadion: De Koel, Venlo Toeschouwers: 17.500 Scheidsrechter: Henk Weerink |
| 10 juni 1976 18:30 |                                     |       |                  | Stadion: De Koel, Venlo Toeschouwers: 17.500 Scheidsrechter: Henk Weerink |
|                    |                                     |       |                  |                                                                           |

## Speelronde 6
|                    |                                                                                |       |                    |                                                                                 |
| 13 juni 1976 18:30 | Fortuna SC                                                                     | 5 – 1 | Vitesse            | Stadion: De Baandert, Sittard Toeschouwers: 7.000 Scheidsrechter: Cees de Bruin |
| 13 juni 1976 18:30 | Jef de Neeling 4', 48' Wim Bohnen 18' Hans Erkens 82' Dick Hoogmoed 88' (pen.) |       | 81' Willy Veenstra | Stadion: De Baandert, Sittard Toeschouwers: 7.000 Scheidsrechter: Cees de Bruin |
| 13 juni 1976 18:30 |                                                                                |       |                    | Stadion: De Baandert, Sittard Toeschouwers: 7.000 Scheidsrechter: Cees de Bruin |
| 13 juni 1976 18:30 |                                                                                |       |                    | Stadion: De Baandert, Sittard Toeschouwers: 7.000 Scheidsrechter: Cees de Bruin |
|                    |                                                                                |       |                    |                                                                                 |

|                    |                     |       |                                          |                                                                                                |
| 13 juni 1976 18:30 | Wageningen          | 1 – 2 | FC VVV                                   | Stadion: De Wageningse Berg, Wageningen Toeschouwers: 12.500 Scheidsrechter: Gerrit Berrevoets |
| 13 juni 1976 18:30 | Richard Budding 88' |       | 17' Ger van Rosmalen 49' Mikan Jovanović | Stadion: De Wageningse Berg, Wageningen Toeschouwers: 12.500 Scheidsrechter: Gerrit Berrevoets |
| 13 juni 1976 18:30 |                     |       |                                          | Stadion: De Wageningse Berg, Wageningen Toeschouwers: 12.500 Scheidsrechter: Gerrit Berrevoets |
| 13 juni 1976 18:30 |                     |       |                                          | Stadion: De Wageningse Berg, Wageningen Toeschouwers: 12.500 Scheidsrechter: Gerrit Berrevoets |
|                    |                     |       |                                          |                                                                                                |

## Voetnoten
SC Amersfoort ·
FC Den Bosch '67 ·
SC Cambuur ·
FC Dordrecht ·
Fortuna SC ·
FC Groningen ·
Haarlem ·
Heerenveen ·
Helmond Sport ·
Heracles '74 ·
PEC Zwolle ·
SVV ·
SC Veendam ·
Vitesse ·
FC Vlaardingen '74 ·
Volendam ·
FC VVV ·
Wageningen ·
Willem II
Eredivisie

1960 · 1975 · 1987 · 1988
Eerste divisie

1973 · 1974 · 1975 · 1976 · 1977 · 1978 · 1979 · 1980 · 1981 · 1982 · 1983 · 1984 · 1985 · 1986 · 1987 · 1988 · 1989 · 1990 · 1991 · 1992 · 1993 · 1994 · 1995 · 1996 · 1997 · 1998 · 1999 · 2000 · 2001 · 2002 · 2003 · 2004 · 2005

Vanaf 2006 staan alle competities op 1 pagina.

2006 · 2007 · 2008 · 2009 · 2010 · 2011 · 2012 · 2013 · 2014 · 2015 · 2016 · 2017 · 2018 · 2019 · 2020 · 2021 · 2022 · 2023 · 2024